# Площадь Льва Толстого (Санкт-Петербург)
Площадь Льва Толсто́го — площадь в Петроградском районе Санкт-Петербурга, находящаяся на пересечении Каменноостровского проспекта, Большого проспекта П. С. и улицы Льва Толстого. До 1925 г. носила название Архиерейская площадь. 
В плане имеет неправильную, приблизительно полукруглую форму.

## Наименование
Наименование площадь Льва Толстого дано в 1920-е годы по улице Льва Толстого, которая начинается на площади.

## История
Во времена Петра I рядом с этим местом находилось подворье его сподвижника архиерея Феофана Прокоповича. По этой причине площадь называлась Архиерейской. Также Архиерейской называлась отходящая от площади улица Льва Толстого.
С 1890-х годов на месте, где сейчас находится «Дом с башнями», стоял дом владельца склада голландского какао, прусского подданного С. Ф. Фелькеля. В 1895 году между этим зданием и набережной Карповки по проекту архитектора В. А. Рейса был построен Каменноостровский велодром. Зимой на территории велодрома размещался Северный каток, на котором 8 марта 1898 года был сыгран первый в России хоккейный матч с мячом («русский хоккей»). 31 мая того же года на этом же велодроме был проведён первый в России показательный матч по французскому боксу, вошедший в историю российского спорта как первое официальное боксерское состязание.
В 1897 году к северо-востоку от этого места была открыта Петропавловская больница.
В начале XX века Большой проспект был продолжен до реки Карповки, а площадь, ранее представлявшая собой просто расширение Архиерейской улицы у её пересечения с Каменностровским проспектом, была полностью застроена и приобрела свою современную форму. Первоначально она также называлась  Архиерейской. В 1920-е годы площадь получила имя Льва Толстого  — несколько позже, чем переименованная в 1918 году в честь того же писателя выходящая на неё Архиерейская улица.

## Архитектура
Облик площади определяет своеобразный ансамбль архитектуры ретроспективизма начала XX века.
- Каменноостровский проспект, 31—33 / улица Льва Толстого, д. 1—3 — доходный дом В. М. Корзинина, 1903—1904 год, арх. П. М. Мульханов. Угловые башенки-эркеры, выходящие на площадь Льва Толстого, первоначально были увенчаны луковками (утрачены в результате пожара в 1980-х гг.).
- Каменноостровский проспект, 35 / Большой проспект Петроградской стороны, 75 / ул. Льва Толстого — доходный дом К. И. Розенштейна, так называемый Дом с башнями, ставший архитектурной доминантой площади. Строительство было начато самим К. И. Розенштейном в 1913 году и завершено А. Е. Белогрудом в 1915 году. Включён существовавший дом.

- Большой проспект Петроградской стороны, 98 — доходный дом постройки 1910—1911 гг., арх. Д. А. Крыжановский. В отделке использованы сочетания естественных и искусственных материалов. Тщательно прорисованы все детали фасадов. Балконы украшены ажурными решётками с элементами северной флоры. Фасад отделан прямоугольной рустовкой и пилястрами ионического ордера, капитель которых декорирована волютами. Окна украшены балясинами.
- Каменноостровский проспект, 36 / Большой проспект Петроградской стороны, 73 — бывший Женский благотворительный институт принцессы Терезии Ольденбургской, ныне Дворец детского творчества Петроградского района. Корпуса, выходящие на Каменноостровский проспект, перестроены в 1895—1896 годах по проекту В. В. Шауба. Подробнее об институте см. в статье Большой проспект Петроградской стороны.
- Каменноостровский проспект, 37 — Дом мод (1968, арх. А. К. Андреев, Е. А. Левинсон, Я. Е. Москаленко и В. И. Акатов) и станция метро Петроградская.

- Каменноостровский проспект, 38 / Большой проспект Петроградской стороны, 96 — доходный дом В. Г. и О. М. Чубаковых, построенный в 1910—1911 годах архитектором В. И. Ван-дер-Гюхтом. Угловой дом с небольшой башенкой — одна из важных составляющих ансамбля площади Льва Толстого. Фасад отреставрирован в 2009—2010 гг. Угловая башня с куполом эффектно замыкает перспективу улицы Льва Толстого (башня сгорела в 2001 году[2], восстановлена в ноябре 2010 года). В этом доме жили С. С. Кричинский (в 1913—1915 годах), Г. В. Иванов (в конце 1920 года).

## Транспорт
Ближайшие станции метро к Австрийской площади:  «Петроградская» (пешком до площади 120 м),  «Горьковская» (1,2 км),  «Чкаловская» (1,6 км).